# John Quick
John Quick (ur. 14 kwietnia 1852 w Trevassie, zm. 17 czerwca 1932 w Melbourne) – australijski polityk i prawnik angielskiego pochodzenia. W latach 1909–10 pełnił urząd ministra poczty w rządzie federalnym Australii. 

## Życiorys

### Kariera zawodowa
Quick urodził się w Kornwalii, jednak wyemigrował z rodziną do Australii jako zaledwie dwuletnie dziecko. Jego ojciec zmarł, gdy był małym chłopcem. Zmusiło to młodego Johna do podjęcia pracy zarobkowej już w wieku 10 lat. Początkowo pracował w odlewni żelaza, a następnie jako asystent w redakcji lokalnej gazety w Bendigo. Później awansował na stanowisko młodszego reportera. Pracując w gazecie, uzupełnił braki w elementarnym wykształceniu, co - pomimo braku ukończonej szkoły średniej - pozwoliło mu zdać egzamin wstępny na University of Melbourne, gdzie w 1877 uzyskał licencjat z prawa. Rok później uzyskał prawo wykonywania zawodu adwokata. Nie podjął jednak praktyki, lecz kontynuował pracę w mediach. Został głównym sprawozdawcą parlamentarnym dziennika The Age.

### Kariera polityczna
W 1880 rozpoczął karierę polityczną, uzyskując mandat w Zgromadzeniu Ustawodawczym Wiktorii. Pozostawał w parlamencie przez dziewięć lat, aż do przegranej w wyborach w 1889 roku. W 1882 zdążył jeszcze uzyskać doktorat z prawa na swojej macierzystej uczelni. W latach 90. XIX wieku stał się jedną z najważniejszych postaci ruchu zabiegającego o utworzenie federacji kolonii brytyjskiej na kontynencie australijskim. Za swoje zasługi na tym polu otrzymał tytuł szlachecki. Jego pasowanie na rycerza odbyło się 1 stycznia 1901 - dokładnie w dniu, gdy zainaugurowany został Związek Australijski. W tym samym czasie zaczął publikować monografie z dziedziny rodzącego się właśnie australijskiego prawa konstytucyjnego.
W 1901 powrócił do aktywnej działalności politycznej jako członek pierwszej kadencji federalnej Izby Reprezentantów. Zasiadł tam w ławach Partii Protekcjonistycznej i został przewodniczącym parlamentarnej komisji ds. ceł. W 1909 został ministrem poczty w czwartym gabinecie Deakina. W 1913 stracił miejsce w parlamencie. W 1922 wszedł do federalnego Sądu Arbitrażowego (rozpatrujące sprawy z zakresu prawa pracy) i został jego wiceprzewodniczącym. Pełnił tę funkcję aż do roku 1930, gdy przeszedł na emeryturę. 

### Śmierć i pochówek
Zmarł w 1932 w swoim domu na przedmieściach Melbourne, przeżywszy 80 lat. Został pochowany w Bendigo, gdzie do dziś upamiętnia go popiersie w głównym parku miasta oraz portret w tamtejszej galerii miejskiej. 